# Michel Hoche
Pour les articles homonymes, voir Hoche.
Pas d'image ? Cliquez ici

a Compétitions nationales et continentales officielles uniquement.

b Matchs officiels uniquement.
 Michel Hoche, né le 20 septembre 1932 à Levallois-Perret et mort le 27 septembre 2016 à Hermeray (Yvelines), est un joueur français de rugby à XV, qui a joué avec l'équipe de France au poste de deuxième ligne (1,88 m pour 102 kg). 

## Carrière de joueur

### En club
- Paris UC

### En équipe nationale
Il a disputé son premier test match le 26 janvier 1957 contre l'équipe d'Irlande, et le dernier contre l'équipe de Roumanie le 19 mai 1957.

## Statistiques en équipe nationale
- Sélections en équipe nationale : 5 en 1957
- Tournoi des Cinq Nations disputé :  1957